# Katharina Steib
Katharina Elisabeth Sophia Steib-Geiger (* 7. Juni 1935; † 5. März 2022  in Basel) war eine Schweizer Architektin und ehemalige Hochschullehrerin. Mit ihrem Mann Wilfrid Steib (1931–2011) gründete sie 1957 in Basel das Architekturbüro Steib+Steib. Vor allem öffentliche Gebäude wurden von ihnen realisiert. Informationen zu Projekten finden sich unter Steib+Steib.

## Beruflicher Werdegang
Katharina Geiger war die Tochter des Botanikprofessors an der Universität Basel Max Geiger und der Hanna, geborene Huber. Sie studierte Architektur an der ETH und erlangte 1956 den akademischen Grad Diplomingenieur zeitgleich mit Wilfrid Steib, den sie 1957 heiratete. Im gleichen Jahr gründeten sie ihr gemeinsames Architekturbüro Steib+Steib.
Katharina Steib war von 1985 bis 1987 Gastdozentin an der Eidgenössischen Technischen Hochschule Zürich (ETH Zürich). Von 1995 bis August 1997 hatte sie eine Professur für das Fachgebiet "Baukonstruktion und Entwerfen" am 1995 neu gegründeten Institut für Entwerfen, Baukonstruktion und Gebäudekunde der TU Berlin inne.
Sie war Mitglied der Wettbewerbskommissionen zum Kunstmuseum Basel, Museum für Gegenwartskunst Basel und Museo Cantonale d’Arte Lugano (Kantonales Kunstmuseum). Ausserdem war sie Mitglied in Stadtbildkommissionen mehrerer Schweizer Städte und als Expertin und Preisrichterin in der Schweiz und in Deutschland tätig (beispielsweise beim Wettbewerb zum Zentrum Paul Klee in Bern und 1993 zum Neubau des Hauses 2 der Bayerischen Vereinsbank International in Luxemburg-Kirchberg). Sie war auch Mitglied im Gestaltungsbeirat der deutschen Stadt Tübingen.
Steib war Mitglied und von 1976 bis 1993 Vorstandsmitglied des Bunds Schweizer Architekten (BSA). Ab 1997 arbeitete sie im Baseler Denkmalrat mit und ab 1988 im Baukollegium der Stadt Zürich. Sie war zudem Mitglied im Schweizerischen Ingenieur- und Architektenvereins (SIA).